# ۸۳۵ (میلادی)
۸۳۵ (میلادی) هشتصد و بسی و پنجمین سال تقویم میلادی است.

## درگذشتگان
‎